# 장블루

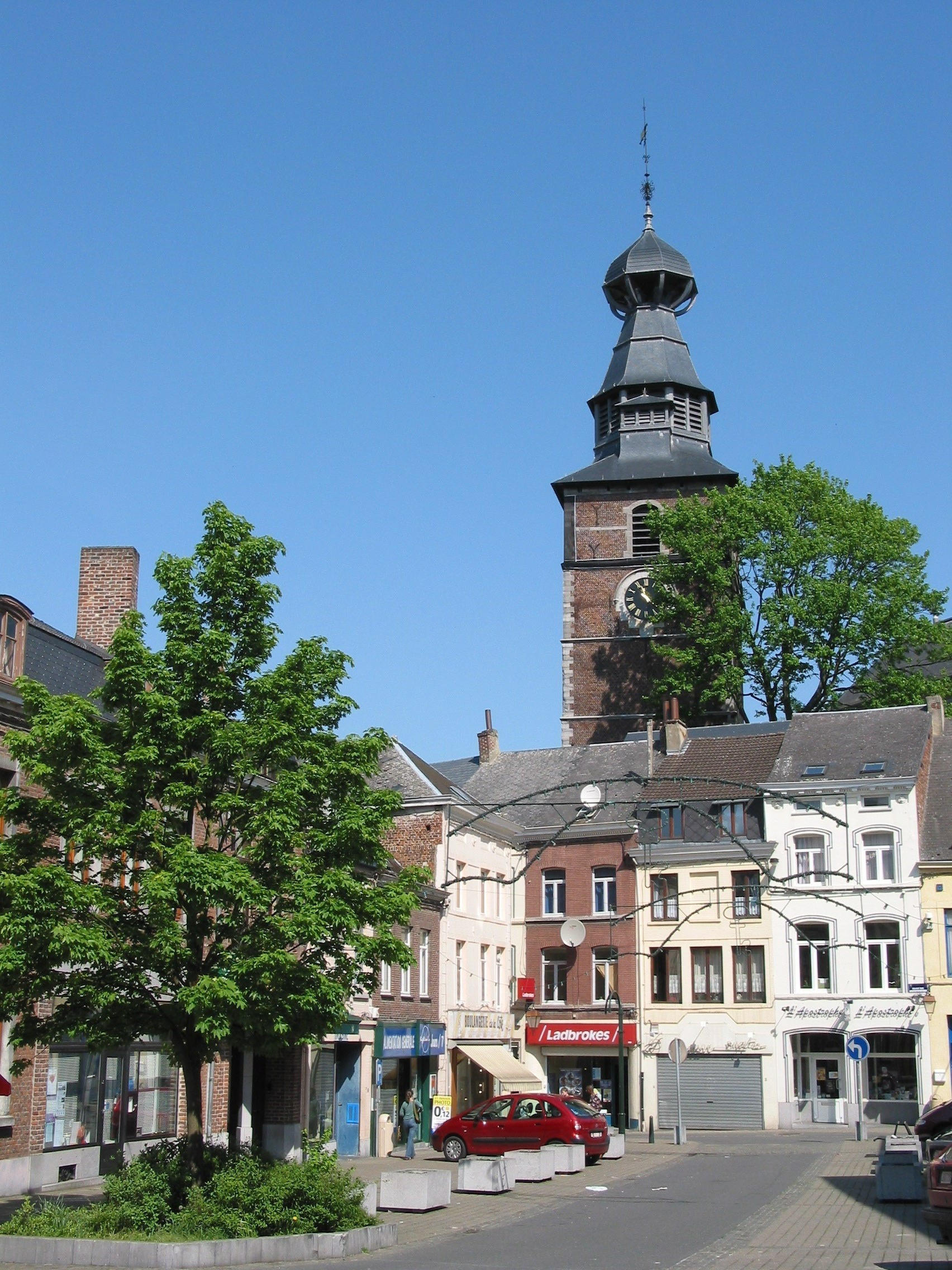
장블루

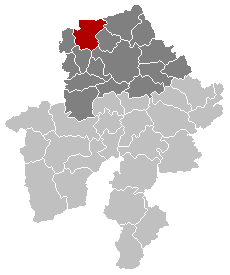
장블루의 위치

장블루(프랑스어: Gembloux, 독일어: Gembloers 겜블뢰어스[*])는 벨기에 왈롱 나뮈르주에 위치한 도시로 면적은 95.86km2, 인구는 24,153명(2013년 1월 1일 기준), 인구 밀도는 250명/km2이다.

시기
시 문장